# Stæður
Stæður är en kulle i republiken Island. Den ligger i regionen Västfjordarna, 190 km nordväst om huvudstaden Reykjavík. Toppen på Stæður är 359 meter över havet.
Närmaste större samhälle är Patreksfjörður, omkring 15 kilometer nordost om Stæður.